# TýTý 1992
Vyhlášení výsledků II. ročníku ankety TýTý se konalo 20. března 1993 v Divadle na Vinohradech a moderoval jej Marek Eben. Cenou pro vítěze devíti kategorií byl keramický panák Petry Šťastné.

## Výsledky
| Kategorie                        | 1. místo         | 2. místo         | 3. místo         |
| -------------------------------- | ---------------- | ---------------- | ---------------- |
| Herec                            | Pavel Zedníček   | Jiří Bartoška    | Rudolf Hrušínský |
| Herečka                          | Ivana Chýlková   | Jiřina Bohdalová | Zlata Adamovská  |
| Zpěvák                           | Karel Gott       | Ladislav Křížek  | Pavol Habera     |
| Zpěvačka                         | Iveta Bartošová  | Petra Janů       | Lucie Bílá       |
| Hlasatel/hlasatelka dne          | Hana Heřmánková  | Roman Víšek      | Saskia Burešová  |
| Moderátor publicistických pořadů | Přemek Podlaha   | Otakar Černý     | Zuzana Bubílková |
| Moderátor zpravodajských pořadů  | Mirka Všetečková | Pavel Dumbrovský | Zuzana Bubílková |
| Sportovní komentátor             | Petr Vichnar     | Jakub Bažant     | Robert Záruba    |
| Bavič                            | Martin Dejdar    | Jan Rosák        | Oldřich Kaiser   |
| Absolutní vítěz                  | Karel Gott       | Petr Vichnar     | Mirka Všetečková |